# 에다인
에다인(Edain)은 J.R.R 톨킨의 세계관에 등장하는 종족으로, 뜻은 'men'이라 하고 《실마릴리온》에 요정과 함께 주된 역할을 하는 종족으로 등장한다.
이들은 벨레리안드, 누메노르 출신의 인간을 칭하는 말로 작중에서는 때에 따라 '요정의 친구'와 같은 뜻으로 쓰이기도 한다. 대체로 벨레리안드에 정착한 인간 세 가문과 그들과 피로 이어진 후손들의 나라 누메노르 사람이 에다인으로 불린다.
《실마릴리온》과 세계관이 같은 《반지의 제왕》에서 이 에다인의 후손으로 아라고른이 등장한다.